# Pnytagoras (König)
Pnytagoras (altgriechisch Πνυταγόρας Pnytagóras; † 332/331 v. Chr.) war ein König des Stadtstaates Salamis auf Zypern. Er kam an die Macht, als er um 360 v. Chr. seinen perserfreundlichen Halbonkel Euagoras II. stürzte. 
Nach der Machtergreifung schloss er sich dem von König Tabnit von Sidon begonnenen Aufstand gegen die Perser unter Artaxerxes III. an. Von Phokion und Euagoras II. wurde er längere Zeit belagert, woraufhin er sich den Persern ergab. Dennoch wurde er überraschenderweise in seinem Amt bestätigt und  Euagoras nicht wieder eingesetzt.
Nach der Schlacht bei Issos schloss sich Pnytagoras Alexander dem Großen an. Er beteiligte sich an der Belagerung von Tyros, wo er sein Flaggschiff verlor. Nach der Eroberung der Stadt erhielt er die Stadt Tamassos aus dem Besitz Kitions.
Ihm folgte sein Sohn Nikokreon im Amt nach. Ein weiterer Sohn war wohl Nitaphon.